# Reinhold Fuchs
Franz Reinhold Fuchs (* 8. Juni 1858 in Leipzig; † 12. Mai 1938 in Dresden) war ein deutscher Lehrer und Dichter.

## Leben und Wirken

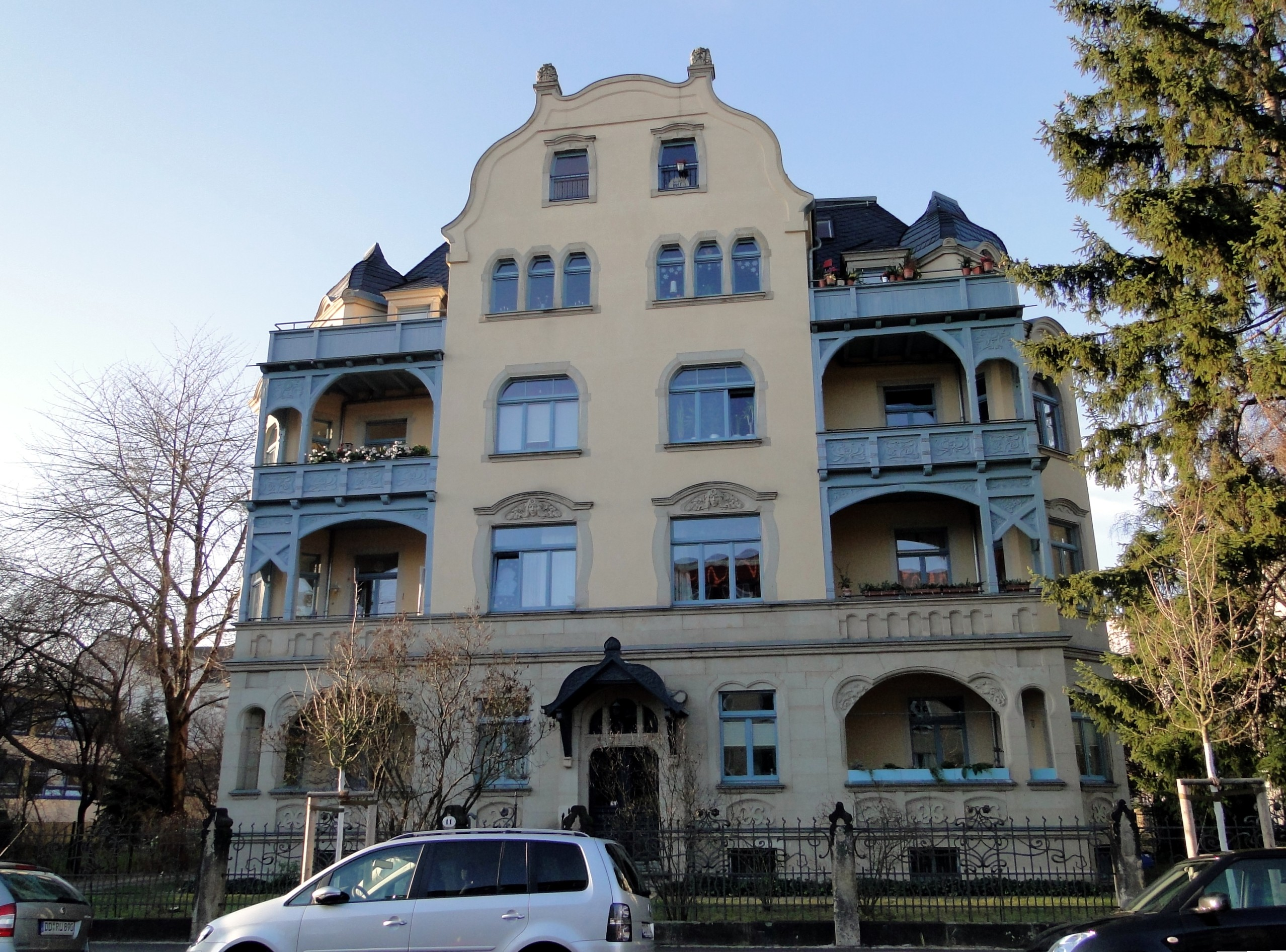
Sterbehaus von Reinhold Fuchs in Dresden

Er war der Sohn eines sächsischen Beamten. Nach dem Besuch des Realgymnasiums in Chemnitz studierte er Philosophie und Philologie an der Universität Leipzig. In Dresden war er als Professor an der Oberrealschule tätig. In seiner Freizeit legte er mehrere Dichtungen, darunter meist Gedichte und Erzählungen, vor. Seine Gedichte-Sammlung „Strandgut“ wurde 1890 mit dem Augsburger Schillerpreis ausgezeichnet. Er galt als einer der ausgezeichnetsten Lyriker der Gegenwart.
Fuchs starb 1938 in der Villa Anton-Graff-Straße 11 in Dresden. Seine Urne wurde in Lutherstadt Wittenberg beigesetzt.

## Werke (Auswahl)
- Gedichte (1878–1885). Dresden-Striesen o. J. [1885].
- Strandgut. Neue Gedichte. Gera 1890.
- Herzenskämpfe. Erzählungen in Versen. Stuttgart & Leipzig 1900.